# Yanfeng Automotive Interiors
Yanfeng Automotive Interiors est un équipementier automobile chinois. Il est une filiale d'Huayu, entreprise qui est elle-même une filiale à 60 % de SAIC.

## Histoire
En mai 2015, Yanfeng fonde une coentreprise avec Johnson Controls, qui ne reste actionnaire de celle-ci qu'à hauteur de 30 %. Cette coentreprise, ayant un chiffre d'affaires de 8 milliards de dollars, est spécialisée dans les équipements intérieurs.